# エアリージョナルジャパン
株式会社エアリージョナルジャパンは、かつて日本に存在した航空準備会社。

## 沿革
庄内空港には全日本空輸の羽田便が一日に4便就航していたが、日によっては満席が続いており、増便が必要な状況と考えられていた。しかし、新たに羽田の発着枠を確保することは困難な現状にあった。その一方で、成田空港と都心のアクセスが改善されてきたことや、ビジネス需要に加えて観光需要をも取り込むためにも格安航空会社（LCC）の路線就航を求める声があり、それらのニーズを受けて東北エアライン準備株式会社が設立され、2016年頃から就航のための準備が進められた。
2017年6月13日に、本社を秋田県秋田市中通5丁目1番51号から東京都千代田区平河町1-9-6TKSビルへと移転し、同年11月22日には社名をエアリージョナルジャパンへと改称した。
2018年春頃、地方創生を主眼に、航空路線の整備が進んでいない日本海側を主体として、各地に就航して地域航空路線のネットワークを拡大することを目論んでいたことが判明した。2020年春までに、ATR製の70席程度のターボプロップ双発機を導入し、成田・関西と庄内・秋田空港を結ぶ路線それぞれに1日2往復LCCとして就航することを見込み、さらに日本海側の米子空港や九州の佐賀空港などの地方空港と羽田・関西・中部など大都市圏の空港とを空路で結ぶことを検討していた。ANA出身の平賀清一を社長とし、国土交通省航空局や航空機メーカー、地方自治体などと調整を進め、また資本増強を図った。
2018年12月26日、横澤康平弁護士を破産管財人として、東京地裁より破産開始決定を受けた。資本増強のための関係者との協議が難航し、資金調達に行き詰まった。2019年5月10日に清算が結了し会社が消滅した。
2019年8月1日に庄内空港初のLCC路線としてジェットスター・ジャパンの成田 - 庄内線が就航した。